# Piancatelli-omlegging
De Piancatelli-omlegging is een organische reactie, waarbij een 4-hydroxycyclopentanonderivaat wordt gevormd uit een zuur-gekatalyseerde omlegging van een 2-furylcarbinol: De omlegging is vernoemd naar Giovanni Piancatelli die hem in 1976 samen met anderen ontdekte.